# Romeo Manzoni
Romeo Manzoni (* 29. September 1847 in Arogno; † 23. November 1912 in Lugano) war ein Schweizer Philosoph, Hochschullehrer, Forscher, Politiker und Publizist.

## Leben
Romeo Manzoni wurde als Sohn des Alessandro Manzoni aus Arogno und der Fulvia Giovanetti geboren. Er besuchte das Gymnasium in Lugano; 1867–1869 studierte er an der wissenschaftlich-literarischen Akademie in Mailand, wo er Ruggero Bonghi und Ausonio Franchi kennenlernte. Er schloss 1870 sein Philosophie- und Literaturstudium in Turin ab.
Einige Jahre unterrichtete er Philosophie in Reggio Calabria und Porrentruy, dann kehrte er ins Tessin zurück und gründete in Maroggia das Istituto internazionale femminile. Als Freidenker, Ideologe des Radikalismus und Vordenker des liberalen Staatsstreichs von 1890 im Tessin wurde er 1897 Mitgründer der Unione radicale-sociale ticinese, welche die Verwirklichung des laizistischen Staats und der konfessionsneutralen Schule forderte.
Als Politiker war er 1890 am Tessiner Putsch gegen die konservative Kantonsregierung beteiligt. 1901 und 1905 war er Tessiner Grossrat sowie 1895–1902 und 1905–1912 Nationalrat (bis 1902 für die liberal-radikale Partei). Er zeichnete sich in Bern durch seine Vorstösse zugunsten der Italianità und durch seinen Antimilitarismus aus.

## Schriften (Auswahl)
- La mente di Giordano Bruno. Tipografia Mariotta, Locarno 1889.
- mit Maurice Charvot: Histoire naturelle de l’homme. Stapelmohr, Genève; Fischbacher, Paris 1902.
- mit Julius Vindex: Le prêtre dans l’histoire de l’humanité: essai populaire de pathologie psychologique. L. Bertoni, Genf 1901.
- Vincenzo Véla. L’homme, le patriote, l’artiste; avec 78 illustrations et 26 planches hors texte. Ulrico Hoepli, Mailand 1906.
- Essais de philosophie positive. Paris; Lausanne, 1908.
- Da Lugano a Pompei con Ruggiero Bonghi. G. Oberosler, Mailand 1910.
- Gli esuli italiani nella Svizzera da Foscolo a Mazzini. A[rcangelo] Ghisleri (Hrsg.), mit einer Schrift von Francesco Chiesa. Caddeo, Mailand;  Libr. Arnold, Lugano 1922.
- I fratelli Ciani. Giuseppe Martinola (Hrsg.). Edizioni della Collana di Lugano, Lugano 1953.